# Luppovaara
Luppovaara är en kulle i Finland.   Den ligger i den ekonomiska regionen  Kemi-Torneå  och landskapet Lappland, i den norra delen av landet, 700 km norr om huvudstaden Helsingfors. Toppen på Luppovaara är 163 meter över havet, eller 83 meter över den omgivande terrängen. Bredden vid basen är 2,2 km.
Terrängen runt Luppovaara är huvudsakligen platt. Runt Luppovaara är det mycket glesbefolkat, med 2 invånare per kvadratkilometer. Närmaste större samhälle är Tervola, 18,0 km söder om Luppovaara. 